# سلطنة بروناي (1368–1888)
سلطنة بروناي  أو إمبراطورية بروناي هي سلطنة ملايو، تتمركز في بروناي على الساحل الشمالي ل جزيرة بورنيو في جنوب شرق آسيا. تأسست المملكة في أوائل القرن السابع الميلادي، وبدأت كمملكة صغيرة تعتمد علي الملاحة البحرية التجارية حكمت بواسطة ملك هندوسي أو وثني من السكان الأصليين ويعرف بالصينية باسم بو-لي أو بو-ني (渤泥). ملوك بروناي اعتنقوا الإسلام في حوالي القرن الخامس عشر، وبعد ذلك نمت بشكل كبير وبعد ذلك نمت بشكل كبير منذ سقوط ملقا بيد البرتغاليين، توسعت في كافة أنحاء المناطق الساحلية في جزيرة بورنيو والفلبين، قبل أن تسقط في القرن السابع عشر.

## التاريخ
من الصعب جدا فهم تاريخ إمبراطورية بروناي لأنها لا تكاد تذكر في المصادر المعاصرة لها، وكذلك ان هناك ندرة في الأدلة عن طبيعتها. ولا توجد مصادر محلية أو مصادر للسكان الأصليين لتوفير أدلة على أي من هذا. ونتيجة لذلك النصوص الصينية قد أُعتمدت على بناء التاريخ المبكر لبروناي. بوني في المصادر الصينية على الأرجح يشير إلى بورنيو ككل، في حين بولي 婆利 ربما تقع في سومطرة، هو المدعي به من قبل السلطات المحلية لتشير إلى بروناي أيضا.

## التاريخ المبكر
أقرب العلاقات الدبلوماسية بين بوني 渤泥 والصين سجلت في كتاب «تايبينغ هويانجي - 太平環宇記» (سنة 978 م).
في 1225م المسؤول الصيني، تشاو روجوا، ذكر أن بوني تملك 100 من السفن الحربية لحماية تجارتها، وأن هناك الكثير من الثروة في المملكة.
في القرن 14، بروناي يبدو أن خضعت لجاوة. المخطوطة الجاوية ناجاراكريتاجاما (Nagarakretagama) - والتي كتبها إنبو برابانجا بأمر من هايام وروك في 1365م - ذكرت بروني كمقاطعة تابعة ل إمبراطورية ماجاباهيت، التي تدفع جزية سنوية من 40 كاتية من الكافور. وفي 1369م هاجم السولك بروني ونهبوا ما فيها من كنز وذهب. أسطول من إمبراطورية ماجاباهيت نجح في إبعاد السولك، ولكن بروني أصبحت أضعف بعد الهجوم. تقرير صيني من 1371م وصف بروني كالمساكين وسيطرت ماجاباهيت عليها كليا.

## التوسع
بعد وفاة الإمبراطور هايام وروك، ماجاباهيت دخلت حالة من التراجع وكانت غير قادرة على السيطرة على الممتلكات في الخارج. وكانت هذه فرصة لملوك بروناي إلى توسيع نطاق نفوذهم. إمبراطور مينغ الصينية الإمبراطور يونغلي بعد اعتلائه العرش في عام 1403م، على الفور أوفد مبعوثين إلى مختلف البلدان دعوة لهم أن يدفعوا الجزية المحكمة الصينية. بروناي شاركت مباشرة في نظام الجزية المربح مع الصين.
وبحلول القرن 15 أصبحت الإمبراطورية دولة مسلمة، عندما تحول ملك بروناي إلى الإسلام الذي جاء بواسطة المسلمين الهنود والتجار العرب من أجزاء أخرى من بحار جنوب شرق آسيا، الذين جاءوا إلى التجارة ونشر الإسلام. وسيطرت على معظم شمال جزيرة بورنيو، وأصبح محورا هاما للنظام التجاري العالمي للشرق وللغرب.
إمبراطورية بروناي مثل الإمبراطوريات السابقة بالمنطقة سريفيجايا وماجاباهيت وملاكا، التي يمكن اعتبارها كإمبراطورية ثالاسوقراطية التي كان يعتمد على القوة البحرية، مما يعني نفوذها كانت فقط يقتصر على المدن الساحلية والموانئ ومصبات الأنهار، ونادرا ما توغلت في عمق المناطق الداخلية من الجزيرة. فإن ملوك بروناي يبدو أن صنعوا تحالف مع شعوب الملاحة البحرية الإقليمية أورانغ لاوت والباجوا التي شكلوا أسطولهم البحري. وشعب الداياك هم القبائل الأصلية الداخلية لبورنيو ومع ذلك لم تكن تحت سيطرتهم، كما أن نفوذها نادرا ما توغل في عمق الغابات.

أقرب وثائق مسجلة من قبل الغرب عن بروناي كان من قبل الإيطالي المعروف باسم لودوفيكو دي فارتيما. لودوفيكو كان في ذلك الوقت على الطريق إلى جزر الملوك عندما هبط في بورنيو والتقى مع شعب بروناي. سجل وثائقه يعود تاريخه إلى عام 1550م.

«وصلنا إلى جزيرة بورناي (بروناي أو بورنيو)، والتي تبعد عن جزر الملوك حوالي مائتي ميل، وجدنا أنها كانت إلى حد ما أكبر من المذكورة سابقا وأكثر انخفاضاً. الناس وثنيين والرجال ذو نية حسنة. لونهم أكثر بياضا من الآخرين حولهم....في هذه الجزيرة العدالة تسير بشكل جيد...»

خلال حكم بلقيه السلطان الخامس الإمبراطورية سيطرت على المناطق الساحلية من شمال غرب جزيرة بورنيو (حاليا بروناي، سراوق والصباح) ووصلت سلودونج (حاليا مانيلا) في أرخبيل سولك بما في ذلك أجزاء من جزيرة مينداناو. في القرن 16 امتد نفوذ إمبراطورية بروناي حتي وصل لدلتا نهر كابواس في غرب كاليمانتان. سلطنة سمباس من الملايو في غرب كاليمانتان وسلطنة سولك في جنوب الفلبين بصفة خاصة ربطتهم علاقات مصاهرة مع البيت الملكي في بروناي. سلاطين آخرين من الملايو من بونتياناك، ساماريندا ونوعا ما بنجرماسين، تعاملوا مع سلطان بروناي كما أنه زعيمهم. الطبيعة الحقيقية لعلاقات بروناي مع السلطنات الملايو الأخري وسلطنات ساحل بورنيو وأرخبيل سولك لا تزال محل دراسة. سواء كان علاقة تبعية أو تحالف أو مجرد علاقة مراسم. مذ كان هناك أنظمة سياسية إقليمية أخرى أيضا تمارس نفوذهم على هذه السلطنات. سلطنة بنجر (اليوم بنجرماسين) على سبيل المثال كان أيضا تحت تأثير نفوذ ديماك في جاوة.

## الانحدار
بحلول نهاية القرن 17، بروناي دخلت بعدها فترة من التراجع الناجم عن الصراع الداخلي على الخلافة الملكية والتوسع الاستعماري من القوى الأوروبية والقرصنة. الإمبراطورية فقدت الكثير من أراضيها بسبب وصول القوى الغربية مثل إسبانيا في الفلبين وهولندا في جنوب بورنيو وبريطانيا في لابوان وسراوق وشمال بورنيو. السلطان هاشم جليل العالم في وقت لاحق ناشد بريطانيا لوقف المزيد من التعدي في عام 1888م. في نفس العام البريطاني وقعت «معاهدة الوصاية» وجعلت بروناي تحت الوصاية البريطانية،  حتى عام 1984م عندما حصلت على استقلالها.